# 图瓦共和国大呼拉尔
图瓦共和国大呼拉尔（俄语：Верховный Хурал (парламент) Республики Тыва）是图瓦共和国的立法机构。

## 结构
图瓦共和国大呼拉尔实行两院制，由众议院和参议院组成。大呼拉尔的代表任期为四年。